# Clathria foliacea
Clathria foliacea är en svampdjursart som beskrevs av Topsent 1889. Clathria foliacea ingår i släktet Clathria och familjen Microcionidae. Inga underarter finns listade i Catalogue of Life.